# Friedenspsychologie
Friedenspsychologie ist ein Teilbereich der Psychologie sowie der Friedensforschung, der sich mit den psychologischen Aspekten von Frieden, Konflikt, Gewalt und Krieg befasst. Friedenspsychologie lässt sich anhand von vier miteinander verbundenen Säulen kennzeichnen: (1) Forschung, (2) Bildung und Erziehung, (3) Praxis und (4) politische Einflussnahme. Die erste Säule, Forschung, ist am umfassendsten dokumentiert.
Friedenspsychologische Aktivitäten basieren auf psychologischen Modellen (Theorien) und Methoden; sie sind in der Regel in ihren Mitteln und Zielen normativ gebunden, indem sie mit (möglichst) gewaltfreien Mitteln auf das Ideal des Friedens hinarbeiten. Gewalt und Frieden werden dabei zumeist im Sinne des erweiterten Friedensbegriffs Johan Galtungs definiert, nach dem Frieden nicht nur die Abwesenheit von personaler (direkter) Gewalt und Krieg ist (= negativer Frieden), sondern auch die Abwesenheit von struktureller (indirekter) und kultureller Gewalt einschließt (= positiver Frieden) (Fuchs & Sommer, 2004). Das Ideal des Friedens kann auch mit einer umfassenden Verwirklichung der Menschenrechte (bürgerlicher, politischer, wirtschaftlicher, sozialer und kultureller Rechte) konkretisiert werden; dies soll u. a. die Befriedigung grundlegender menschlicher Bedürfnisse sicherstellen, z. B. positive persönliche und soziale Identität, Kontrollerleben, Sicherheit, (soziale) Gerechtigkeit, Wohlbefinden, aber auch eine sichere Umwelt und angemessenen Zugang zu Nahrung und Unterkunft (Tropp, 2012).
Organisationen, die sich schwerpunktmäßig mit Friedenspsychologie befassen, sind z. B. in Deutschland das Forum Friedenspsychologie e. V. und in den Vereinigten Staaten die Society for the Study of Peace, Conflict, and Violence (Peace Psychology Division [Division 48] der American Psychological Association) sowie die Psychologists for Social Responsibility. Auf internationaler Ebene existiert das Committee for the Psychological Study of Peace und das International Network of Psychologists for Social Responsibility, das u. a. aus Organisationen aus Deutschland, Finnland, den Vereinigten Staaten, Australien, Costa Rica, Indien und Italien besteht.

## Friedenspsychologische Forschung
Friedenspsychologische Forschung kann analytisch (Forschung über Frieden) und/oder normativ (Forschung für Frieden) orientiert sein. Ungeachtet ihrer analytischen oder normativen Orientierung, befasst sie sich im Wesentlichen mit den psychologischen Aspekten der Entstehung, Eskalation, Reduktion und Lösung von Konflikten (bis hin zu Kriegen), den psychosozialen Bedingungen, die einem nachhaltigen Frieden ab- oder zuträglich sind, und den psychosozialen Auswirkungen von Krieg und Gewalt. Dabei sind jeweils unterschiedliche Analyse- und Erklärungsebenen relevant: vom Individuum über Gruppen, gesellschaftliche Organisationen und Institutionen, Staaten und Staatensysteme (z. B. Europäische Union), Militärbündnisse (z. B. NATO) und kollektive Sicherheitssysteme (z. B. die Vereinten Nationen und die OSZE).

### Konfliktentstehung und -eskalation
In ihrem Fokus auf die psychologischen Aspekte der Entstehung, Eskalation, Reduktion und Lösung von Konflikten überschneidet sich die Friedenspsychologie mit der Konfliktpsychologie. Ein Konflikt besteht, wenn die Erwartungen, Interessen, Bedürfnisse oder Handlungen mindestens zweier Konfliktparteien von mindestens einer der Parteien als unvereinbar wahrgenommen werden. In der Friedenspsychologie geht es zumeist um Konflikte zwischen sozialen Gruppen (Intergruppenkonflikte, u. a. zwischen Ethnien, Clans, religiösen Gruppen, Staaten), z. B. in Bezug auf Leben, Macht, Wohlstand, Zugang zu Rohstoffen und Märkten, aber auch kulturelle oder religiöse Werte, Ehre, Würde und Anerkennung. Bei Konflikten ist zwischen (vordergründigen) Positionen (z. B. „mit X verhandeln wir nicht“) und zugrundeliegenden Interessen (z. B. Macht, Einflusssphären und Reichtum) zu unterscheiden sowie zwischen aktuellen Auslösern (z. B. Gewalt bei einer Demonstration) und strukturellen Ursachen (z. B. systematische Benachteiligung einer Gruppe in Bezug auf politische Mitsprache oder Berufszugänge). Während Konflikte unvermeidbar sind und eine produktive Auseinandersetzung zu positiven Veränderungen führen kann (Kriesberg, 2007), sind die Eskalation von Konflikten und insbesondere das Auftreten von Gewalt vermeidbar und mit Leid und Opfern verbunden. Psychologische Prozesse der Informationsverarbeitung (Aufmerksamkeit, Wahrnehmung, Gedächtnis, Denken, Urteilen), des emotionalen Empfindens und der Motivation beeinflussen erheblich, wie ein Konflikt verarbeitet wird und ob es zu konflikteskalierendem Handeln kommt. Eine wichtige Rolle spielen die unterschiedlichen Blickwinkel der Konfliktparteien, infolge derer auch positiv gemeinte Handlungen des Konfliktgegners als aggressiv wahrgenommen werden und die somit zur Eskalation beitragen können. Konflikte können leicht eskalieren. Es kann ein Gewaltzyklus entstehen, an dem beide Parteien beteiligt sind; ursprüngliche Opfer können selbst zu Tätern werden, ohne dies zu erkennen („Opfermythos“; Bar-Tal & Hammack, 2012). Der österreichische Friedensforscher Franz Jedlicka hat die Kriegsursachen in einer hohen gesellschaftlichen Akzeptanz von Gewalt innerhalb von Gesellschaften weltweit untersucht, die sich z. B. in fehlenden Schutzgesetzen für Kinder und Frauen zeigt, und diese 2023 in einer "Culture of Violence Scale" zusammengefasst.
Konflikte können gezielt durch die Konstruktion von Feindbildern, psychologische Kriegsführung und Propaganda intensiviert werden. Dabei sind Medien, Eliten in Politik und Gesellschaft, aber auch das Bildungssystem bedeutsam. Feindbilder können einen wahren Kern haben, überzeichnen aber die negativen Seiten des Gegners. Zu den Kernmerkmalen eines ausgeprägten Feindbildes gehören: (1) eine negative Bewertung des Gegners (z. B. aggressiv, unmoralisch, aber auch minderwertig); (2) eine einseitige Schuldzuschreibung für negative Ereignisse; und (3) eine unterschiedliche Bewertung vergleichbarer Handlungen der eigenen Seite und des Gegners („doppelter Standard“; z. B. dient die eigene Rüstung der Verteidigung, die des Feindes der Aggression); (4) Projektion eigener negativer Eigenschaften auf die gegnerische Nation (Bronfenbrenner 1961) . Diese Konstruktionen können dazu führen, dass der Gegner entmenschlicht wird und dass moralische Normen nicht mehr gelten: Dem Anderen dürfen (im Extremfall gar: sollen) Leid und Tod zugefügt werden. Der Aufbau von Feindbildern hat die zentrale Funktion, Rüstung, Gewalt und Krieg zu rechtfertigen. Zudem wird das individuelle und kollektive Selbstbild erhöht (Sommer, 2004).
Psychologische Kriegsführung umfasst Methoden, um die Zivilbevölkerung und das Militär im Sinne eigener Kriegsziele zu beeinflussen. Zentrale Methoden sind Desinformation mithilfe von Medien (Kriegspropaganda), aber auch Sabotage, Vertreibungen, Mord und Terror. Kriegspropaganda besteht aus zwei sich ergänzenden Strategien: (1) Informationen zur Intensivierung des Feindbildes oder des Bedrohungsempfindens werden wiederholt, als typisch für den Gegner bewertet und detailliert ausgeschmückt; und (2) Informationen, die zur Deeskalation führen können, werden unterschlagen oder abgewertet („nicht Ernst gemeint“). Zudem kann negatives Verhalten des Gegners provoziert (z. B. durch Manöver an dessen Staatsgrenzen) oder gänzlich erfunden werden (z. B. Brutkastenlüge im Zweiten Golfkrieg 1991) (Jaeger, 2004).

### Konfliktreduktion und -lösung (friedenspsychologische Strategien)
Zur möglichst gewaltfreien Konfliktaustragung (Deeskalation, Lösung, Transformation) werden in der Friedenspsychologie verschiedene Strategien diskutiert. Man kann zwischen Verfahren auf der offiziellen Ebene (z. B. Maßnahmen zur Spannungsreduktion und Vertrauensbildung wie Charles E. Osgoods GRIT (Graduated and Reciprocated Initiatives in Tension-Reduction), Verhandlungen, Mediation), Verfahren der inoffiziellen Diplomatie (interaktive Problemlöseworkshops; z. B. Kelman, 2002) und in der Zivilbevölkerung ansetzende Strategien unterscheiden (z. B. Friedensjournalismus, Kontakt zwischen sozialen Gruppen).

#### Offizielle Ebene
Osgoods GRIT-Modell wurde als Gegenkonzept zu der Rüstungs-Spirale des Ost-West-Konfliktes konzipiert, bei der die damaligen Supermächte USA und UdSSR Quantität und Qualität der Rüstung ständig erhöhten, so dass ein Vernichten der Menschheit durch einen Atomkrieg möglich erschien. Das GRIT-Modell dagegen soll deeskalierend wirken und eine Atmosphäre gegenseitigen Vertrauens schaffen, indem eine Partei einen konkreten Schritt zur Spannungsreduktion öffentlich ankündigt, nachweisbar durchführt und die Gegenseite auffordert bzw. einlädt, etwas Vergleichbares zu tun (Entwicklung einer Vertrauens-Spirale). Dabei wird darauf geachtet, die eigene Sicherheit nicht zu gefährden. Es gibt Hinweise darauf, dass US-Präsident Kennedy und UdSSR-Ministerpräsident Chruschtschow bei ihren Verhandlungen nach der Kuba-Krise sich an diesem Konzept orientierten (Meyer, 2004).
Insbesondere bei lang anhaltenden, schweren Konflikten bietet sich das Vorgehen der Mediation an, da die Konfliktparteien zu konstruktiven Gesprächen kaum mehr in der Lage sind. Dabei unterstützt eine dritte Partei (z. B. renommierte Politiker oder Wissenschaftler) die Betroffenen bei der Konfliktbearbeitung. Mediatoren muss der Konflikt und seine Geschichte gut bekannt sein, und sie sollten das Vertrauen der Konfliktparteien haben und sich mit Konfliktanalyse und Kommunikationsstrategien auskennen. Zu wichtigen Strategien gehören, Vertrauen herzustellen, die wesentlichen Konfliktelemente herauszuarbeiten und die Problematik ggf. aufzuteilen, so dass zumindest partielle Lösungen und ein Gewaltverzicht erreicht werden. Problematisch ist, wenn Mediatoren parteiisch sind und starke eigene Interessen haben. Mediationserfolge sind wahrscheinlicher, wenn der Konflikt mäßig intensiv ist, der Machtunterschied zwischen den Konfliktparteien gering ist und die Mediatoren ein hohes Prestige haben (als Person oder durch die entsendende Organisation) (Mattenschlager & Meder, 2004).

#### Inoffizielle Ebene
Bei schweren, lang anhaltenden Konflikten kann es sinnvoll sein, auf einer Ebene unterhalb der offiziellen Diplomatie zu intervenieren. Interaktives Problemlösen ist solch ein inoffizieller Ansatz, Angehörige der Konfliktparteien zusammenzubringen (Kelman, 2002). Dazu zählen Bürger(innen) mit hohem Ansehen aus unterschiedlichen gesellschaftlichen Bereichen, z. B. Medien, Wirtschaft, Politik oder Kirchen. Ein Team von Sozialwissenschaftler(inne)n, u. a. Psycholog(inn)en, initiiert und fördert einen Problemlösungsprozess mit den Elementen Konfliktdiagnose, Aufzeigen von Handlungsalternativen und Erarbeiten von gewaltfreien Lösungsmöglichkeiten, die für alle Beteiligten zu befriedigenden Ergebnissen führen. Es besteht die Erwartung bzw. Hoffnung, dass die Beteiligten auf ihre Regierungen und die öffentliche Meinung Einfluss nehmen, offizielle Verhandlungen zu führen. Psychologisch bedeutsame Komponenten sind, das jeweilige Selbst- und Feindbild zu korrigieren. Interaktives Problemlösen wurde insbesondere im Israel-Palästina-Konflikt vom US-Psychologen Herbert C. Kelman und seinem Team eingesetzt (d’Estrée, 2012).

#### Ebene der Zivilbevölkerung
Medien sind häufig am Aufbau von Feindbildern und Eskalation von Konflikten beteiligt. Friedensjournalismus dagegen hat das Ziel, bei eskalierenden Konflikten und Kriegen den Einfluss der Medien zur konstruktiven, gewaltfreien Austragung von Konflikten zu untersuchen und zu nutzen. Wesentliche Strategien sind, die beteiligten Konfliktparteien einschließlich des Konflikts und seiner Geschichte angemessen darzustellen, Propaganda zu benennen und das Leiden der Bevölkerung zu artikulieren (Kempf, 2004).
Das Engagement der Bevölkerung für friedliche Ziele und Mittel kann – insbesondere in Demokratien – Einfluss auf die Entscheidungen der Regierenden haben. Das Engagement hängt u. a. von Angeboten für kollektives Handeln ab, von individuellen Wertorientierungen (z. B. Gewaltfreiheit, soziale Gerechtigkeit), Modellen bzw. Vorbildern und von der subjektiv wahrgenommenen Erfolgswahrscheinlichkeit des eigenen Handelns (Preiser, 2004).
Kontakte zwischen gegnerischen Gruppen (z. B. auf der Ebene von Städten, Vereinen, Universitäten, Gewerkschaften) können zum Aufbau positiver Beziehungen und zum Abbau von Vorurteilen beitragen (Kontakthypothese; Allport, 1954; Pettigrew & Tropp, 2011; Wagner & Hewstone, 2012). Förderliche Bedingungen sind insbesondere: Die Akteure haben ähnlichen sozialen Status, es werden gemeinsame Ziele entwickelt und die Kontakte werden von gesellschaftlichen Autoritäten unterstützt.
Insbesondere bei asymmetrischen Konflikten, bei denen eine Konfliktpartei politisch, wirtschaftlich und/oder militärisch deutlich überlegen ist, besteht die Gefahr, dass die stärkere Partei nicht an einer wirklich nachhaltigen Konfliktlösung interessiert ist. Bei der Konfliktbearbeitung werden dann die tieferen Konfliktursachen evtl. nicht ausreichend berücksichtigt, und strukturelle Gewalt besteht fort. Für solche Situationen wurden Ansätze entwickelt wie gewaltfreier Widerstand und die in Lateinamerika entstandene und mit der Befreiungstheologie verwandte Befreiungspsychologie (Montero & Sonn, 2009).
Bei gewaltfreiem Widerstand geht es um öffentliches, gewaltfreies Auftreten gegen ein erlebtes Unrecht, Offenlegen der eigenen Absichten, Bemühen um Kommunikationsaufnahme mit der Gegenseite, schließlich auch um die Bereitschaft, negative Folgen des eigenen Handelns gewaltfrei zu ertragen (Bläsi, 2004). Methoden gewaltfreien Widerstandes reichen vom Protest (z. B. Demonstrationen) über Verweigerung der Zusammenarbeit (z. B. Streik, Kaufboykott) bis zu zivilem Widerstand (z. B. Anketten, Verkehrsblockade). Bekannt sind insbesondere das Wirken (Handeln, Reden, Schriften) von Mahatma Gandhi und Martin Luther King.

### Auswirkungen von Krieg und Gewalt
Friedenspsychologie erforscht Kriege und Gewalt zwischen Gruppen außerdem, um die psychischen und sozialen Kosten von Krieg und Gewalt zu verdeutlichen und das verursachte menschliche Leid bewusst zu machen. Zu den psychischen Folgen zählen insbesondere Traumatisierungen (diese betreffen hauptsächlich die Zivilbevölkerung, aber auch Militärangehörige), kognitive und emotionale Schäden sowie die Zerstörung vertrauensvoller sozialer Beziehungen (Gurris, 2004). Kriege lösen meist nicht die zugrunde liegenden Probleme, sie provozieren häufig neue Gewalt und neue Kriege. So tritt z. B. in Nachkriegs-Gesellschaften ein erhöhtes Ausmaß an familiärer und gesellschaftlicher Gewalt auf (Wessells, 2004). Darüber hinaus gehen Ressourcen für zivile Aufgaben verloren, u. a. im Bildungs-, Gesundheits- und Sozialsystem. Die Folgen und Kosten von Kriegen werden bislang kaum umfassend und objektiv untersucht (Kantner, 2007; Sommer, 2008).

### Psychosoziale Bedingungen nachhaltigen Friedens
Um zu verhindern, dass auch bei Erreichen eines Endes der Gewalt oder eines Friedensvertrags die Gefahr einer erneuten Eskalation verbleibt, sind neben einem materiellen und wirtschaftlichen Wiederaufbau soziopolitische und psychosoziale Maßnahmen erforderlich, die auf Heilung psychosozialer Kriegswunden, Aufbau von Vertrauen, Entwicklung eines gemeinsamen kollektiven Gedächtnisses und Anerkennung von begangenem Unrecht, Versöhnung und Vergebung abzielen (Hamber, 2009). Dazu zählen z. B. Traumatherapie und Wahrheits- und Versöhnungskommissionen.
Auch unabhängig von konkreten Konflikten und Gewalt richtet friedenspsychologische Forschung den Blick darauf, welche psychosozialen Bedingungen nachhaltigen Frieden erschweren und begünstigen. Grundsätzlich geht es darum, Kulturen der Gewalt in Kulturen des Friedens zu transformieren (Boehnke, Christie & Anderson, 2004; siehe auch UNO-Dekade für eine Kultur des Friedens).
Die folgenden kulturellen Merkmale sind hinderlich für die Entwicklung nachhaltigen Friedens: die Bewertung der eigenen Gruppe (Ethnie, Religion, Nation etc.) als überlegen und wertvoll, die der Anderen als unterlegen und wenig wertvoll (im Extremfall: wertlos); damit einhergehend die Entwicklung von Feindbildern, Entmenschlichung der Anderen und Legitimation von Gewalt und Schädigungen; zugrunde liegende Überzeugungen (Ideologien) wie Ethnozentrismus, soziale Dominanzorientierung, Autoritarismus, Nationalismus und Militarismus; ein Sicherheitsdenken, das auf dem Glauben beruht, militärische Stärke (Waffen, Militärbündnisse) garantiere Sicherheit; gesellschaftliche Eliten, Medien und ein Bildungssystem, die diese Ideologien fördern; Machtunterschiede, die von den Mächtigen verteidigt oder ausgebaut werden und die u. a. zu ungleichen Bedingungen in den Bereichen Wohlstand, Gesundheit, Bildung und politische Teilhabe führen (sog. strukturelle Gewalt) (Fuchs, 2004).
Als förderlich für die Entwicklung nachhaltigen Friedens gelten: die Grundüberzeugung, dass Konflikte häufig sind, dass sie aber gewaltfrei und zum Nutzen der verschiedenen Konfliktparteien gelöst werden können; das Konzept eines Humanismus mit den Merkmalen menschliche Würde, Pazifismus, Empathie, Respekt, Toleranz und Solidarität bzgl. aller Menschen bzw. der Menschheit insgesamt; kritische Nähe zur eigenen Gruppe, die – neben der positiven Identifikation – auch eigene Schwächen, Fehler und Verbrechen im kollektiven Selbstkonzept integriert (Boehnke et al., 2004).
Bei der Transformation von Kulturen der Gewalt in Kulturen des Friedens ist die Orientierung an Menschenrechten von großer Bedeutung. Menschenrechte sind unveräußerliche Rechte, die für alle Menschen gelten, ohne Unterschied nach Geschlecht, Hautfarbe, Ethnie, Sprache, Religion, politischer Überzeugung oder sozialer Herkunft (Diskriminierungsverbot). Die UN-Menschenrechts-Charta beinhaltet die wesentlichen Dokumente: die Allgemeine Erklärung der Menschenrechte (AEMR; 1948) sowie die Zwillingspakte (1966; internationaler Pakt über wirtschaftliche, soziale und kulturelle Rechte sowie internationaler Pakt über bürgerliche und politische Rechte). Die AEMR besteht aus 30 Artikeln mit mehr als 100 einzelnen Rechten, u. a. bürgerliche und politische Rechte (z. B. Recht auf Leben, Verbot von Folter, Anspruch auf gerechtes und öffentliches Gerichtsverfahren, Recht auf Asyl, Meinungsfreiheit, regelmäßige Wahlen); zudem soziale, wirtschaftliche und kulturelle Rechte (u. a. Recht auf Arbeit, Erholung, bezahlten Urlaub, Schutz vor Arbeitslosigkeit, Recht auf Nahrung, Kleidung, Wohnung, ärztliche Versorgung sowie unentgeltlichen Grundschulunterricht). Besonders bedeutsam am Menschenrechtskonzept der Vereinten Nationen ist, dass alle Menschenrechte bedeutsam sind (Unteilbarkeit) und dass sie für alle Menschen gelten (Universalität). Psychologische Forschungen zu Menschenrechten untersuchen insbesondere Wissen, Einstellungen und Handlungsbereitschaften. Repräsentative Befragungen (in Deutschland) zu Menschenrechten zeigen, dass die Verwirklichung von Menschenrechten als sehr wichtig angesehen wird, gleichzeitig das Wissen über Menschenrechte gering und ungenau ist. Es zeigt sich eine „Halbierung“ von Menschenrechten: Einige bürgerliche Rechte sind bekannt, wirtschaftliche und soziale Rechte werden dagegen kaum als Menschenrechte angesehen (Sommer & Stellmacher, 2009; Stellmacher & Sommer, 2011). Friedenspsychologisch bedeutsam sind zudem Analysen zur Problematik, ob Menschenrechte im Sinne von Frieden genutzt werden oder ob sie zum Aufbau von Feindbildern oder zur Begründung von Kriegen missbraucht werden.

## Friedenspsychologie in Bildung und Erziehung
Friedenspsychologische Erkenntnisse fließen in Aktivitäten der Friedensbildung und -erziehung ein, auf verschiedenen Ebenen von der Grundschule über sekundäre und tertiäre Bildung (z. B. in Form von friedenspsychologischen Lehrveranstaltungen an Universitäten) bis hin zur beruflichen Weiterbildung.
Das Conflict Information Consortium an der University of Colorade bietet mit dem Projekt Beyond Intractability eine offen zugängliche, kooperative Lernplattform an.

## Friedenspsychologische Praxis
Friedenspsychologische Praxis bezieht sich z. B. auf traumatherapeutische Arbeit, die Durchführung von Trainings in gewaltfreier Konfliktbearbeitung oder Tätigkeiten als Konfliktmediator/-in oder als zivile Friedensfachkraft. Von besonderer Bedeutung ist die Zusammenarbeit von Forschung und Praxis, z. B. in Form von Evaluationsforschung, um zu einer kontinuierlichen Verbesserung der Praxis beizutragen.

## Friedenspsychologische politische Einflussnahme
Friedenspsychologen und -psychologinnen versuchen, bisweilen als Teil der Friedensbewegung, politische Entscheidungsträger und gesellschaftliche Prozesse im Sinne der normativen Orientierung am Ideal des Friedens zu beeinflussen. Dies kann z. B. durch die Teilnahme an Friedensaktionen, die Veröffentlichung von politischen Stellungnahmen, das Abfassen von Expertisen im Rahmen der Politikberatung geschehen.

### Überblickswerke
- Daniel Bar-Tal: Intractable conflicts: Socio-psychological foundations and dynamics. Cambridge University Press, Cambridge 2013.
- Daniel Bar-Tal (Hrsg.): Intergroup conflicts and their resolution: A social psychological perspective. Psychology Press, New York 2011.
- Herbert H. Blumberg, A. Paul Hare, Anna Costin: Peace psychology: A comprehensive introduction. Cambridge University Press, Cambridge 2006.
- Diane Bretherton, Nikola Balvin (Hrsg.): Peace psychology in Australia. Springer, New York 2012.
- Daniel J. Christie (Hrsg.): The encyclopedia of peace psychology. Wiley-Blackwell, Malden, MA 2012.
- Daniel J. Christie, Joám Evans Pim (Hrsg.): Nonkilling Psychology. Center for Global Nonkilling, Honolulu, HI 2012, (PDF-Datei; 1,8 MB).
- Daniel J. Christie, Richard V. Wagner, Deborah Dunnan Winter: (Hrsg.): Peace, conflict, and violence: Peace psychology for the 21st century. Prentice-Hall, Upper Saddle River, NJ 2001 (Online).
- Peter T. Coleman, Morton Deutsch: (Hrsg.): Psychological components of sustainable peace. Springer, New York 2012.
- Morton Deutsch, Peter T. Coleman, P. T., Eric C. Marcus Marcus: The handbook of conflict resolution: Theory and practice. 2. Auflage, Wiley, Hoboken, NJ 2007.
- Rachel M. MacNair: The psychology of peace: An introduction. 2. Auflage, ABC-CLIO, Santa Barbara, CA 2011.
- Cristina Jayme Montiel, Noraini M. Noor (Hrsg.): Peace psychology in Asia. Springer, New York 2009.
- Olivera Simić, Zala Volčič, Catherine R. Philpot (Hrsg.): Peace psychology in the Balkans: Dealing with a violent past while building peace. Springer, New York 2012.
- Gert Sommer, Albert Fuchs (Hrsg.): Krieg und Frieden: Handbuch der Konflikt- und Friedenspsychologie. Beltz, Weinheim 2004 (Online).
- Ervin Staub: Overcoming evil: Genocide, violent conflict, and terrorism.  Oxford University Press, Oxford 2013.
- Linda R. Tropp (Hrsg.): The Oxford handbook of intergroup conflict. Oxford University Press, Oxford 2012.

### Buchreihen
- Peace Psychology Book Series

### Zeitschriften
- Peace and Conflict: Journal of Peace Psychology
- Journal of Social and Political Psychology
- Wissenschaft und Frieden